# Венцель, Карл-Бургард Карлович
Карл-Бургард Карлович фон Венцель (1797 — 1874) — генерал-лейтенант, сенатор, Иркутский губернатор.

## Биография
Родился 23 июля 1797 года. Образование получил в Училище колонновожатых, откуда выпущен 2 ноября 1814 года в Свиту Его Императорского Величества по квартирмейстерской части (будущий Генеральный штаб) и 1 января 1817 года произведён в прапорщики.
В 1828—1829 годах Венцель находился в походе на Дунае, отличился в сражении с турками при Кулевчи, за что был награждён орденом св. Владимира 4-й степени с бантом. По окончании военных действий в Европейской Турции он был переведён в Польшу, где участвовал в подавлении восстания поляков и отличился при штурме Варшавы; за эту кампанию он получил золотую шпагу с надписью «За храбрость», орден св. Анны 3-й степени с бантом и польский знак отличия за военное достоинство (Virtuti Militari) 4-й степени.
С 1832 года Венцель состоял дивизионным квартирмейстером 1-й лёгкой гвардейской кавалерийской дивизии, а с 1834 года исправлял должность обер-квартирмейстера Гвардейского резервного кавалерийского корпуса и в том же году был произведён в полковники. В 1839 году назначен инспектором межевания казённых земель. 6 декабря 1844 года произведён в генерал-майоры.
3 июля 1851 года назначен военным губернатором города Иркутска и Иркутским гражданским губернатором, 30 августа 1855 года произведён в генерал-лейтенанты.
14 декабря 1859 года назначен присутствующим в 1-м отделении 5-го департамента Сената, с 30 августа 1862 года присутствовал во 2-м отделении. Далее, находясь в должности сенатора Венцель был присутствующим в Межевом департаменте (с 13 сентября 1862 года), вновь в 1-м отделении 5-го департамента (с 6 июня 1863 года), во 2-м отделении 3-го департамента (с 1 января 1865 года) и опять в Межевом департаменте (с 26 ноября 1865 года до самой смерти).
Скончался 30 сентября 1874 года, похоронен на Свято-Троицком кладбище в Старом Петергофе, из списков исключён 18 октября.
Венцель был женат на дочери штабс-ротмистра Александре Гавриловне Назимовой, детей у них не было.

## Награды
Среди прочих наград Венцель имел ордена:
- Орден Святого Владимира 4-й степени с бантом (1829 год)
- Золотая шпага с надписью «За храбрость» (25 июня 1831 года)
- Орден Святой Анны 3-й степени с бантом (1831 год)
- Польский знак отличия за военное достоинство (Virtuti Militari) 4-й степени (1831 год)
- Орден Святого Георгия 4-й степени (1 декабря 1838 года, за беспорочную выслугу 25 лет в офицерских чинах, № 5720 по кавалерскому списку Григоровича — Степанова)
- Орден Святого Владимира 3-й степени (1840 год)
- Орден Святого Станислава 1-й степени (11 апреля 1848 года)
- Орден Святой Анны 1-й степени (8 апреля 1851 года)
- Орден Святого Владимира 2-й степени (6 декабря 1854 года)
- Орден Белого орла (5 декабря 1858 года)
- Орден Святого Александра Невского (1 января 1867 года)